# Megaselia excavata
Megaselia excavata är en tvåvingeart som beskrevs av Schmitz 1927. Megaselia excavata ingår i släktet Megaselia och familjen puckelflugor. Arten är reproducerande i Sverige. Inga underarter finns listade i Catalogue of Life.